# Grosourdya
Grosourdya là một chi thực vật có hoa trong họ, Orchidaceae.